# William Nadylam

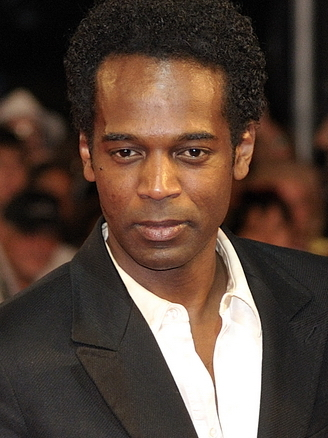
William Nadylam (2009)

William Nadylam (* 2. August 1966 in Montpellier) ist ein französischer Schauspieler.
Nadylams Vater stammt aus Kamerun, seine Mutter aus Indien. Erstmals als Schauspieler aktiv wurde er in den späten achtziger Jahren und hat seitdem in vielen verschiedenen französischen Fernseh- und Filmproduktionen mitgewirkt. In der internationalen Filmbranche wurde er durch seine Darstellung des reinblütigen Zauberers Yusuf Kama in den Fantasyfilmen Phantastische Tierwesen: Grindelwalds Verbrechen (2018) und Phantastische Tierwesen: Dumbledores Geheimnisse (2022) bekannt. 2019 wurde er zudem in dem Thriller Stillwater – Gegen jeden Verdacht in einer Nebenrolle besetzt. Seit 2020 spielt Nadylam die Rolle des Parlamentsbeamten Eamon in der deutsch-französischen Serie Parlament.

## Filmografie
- 1988: Black Mic-mac 2
- 1997: Tout le monde descend (Kurzfilm)
- 1998: Kiriku und die Zauberin (Kirikou et la Sorcière, Stimme)
- 1998: Le dernier fils (Fernsehfilm)
- 2001: Le mal du pays (Kurzfilm)
- 2001: Mauvais genres
- 2002: Mille millièmes
- 2003: La légende de Parva (Kurzfilm, Stimme)
- 2004: Table rase (Fernsehfilm)
- 2004: Une autre vie (Fernsehfilm)
- 2004: Murphy's Law (Fernsehserie, 1 Episode)
- 2006: Les enfants du pays
- 2006: Passés troubles (Fernsehfilm)
- 2007: Rizla & McGee (Kurzfilm)
- 2007: Les mariées de l'isle Bourbon (Fernsehfilm)
- 2007: Les Oubliées (Fernsehserie, 6 Episoden)
- 2009: L'Absence
- 2009: La guerre des saintes
- 2009: Transit (Kurzfilm)
- 2009: White Material
- 2010: Vital désir (Fernsehfilm)
- 2014: Here and Now
- 2014: L'affaire SK1
- 2015: Lace Crater
- 2016: Good Funk
- 2007: Trepalium (Fernsehserie, 1 Episode)
- 2017: La vie de château
- 2018: Phantastische Tierwesen: Grindelwalds Verbrechen (Fantastic Beasts: The Crimes of Grindelwald)
- 2021: Stillwater – Gegen jeden Verdacht (Stillwater)
- 2020: Parlament (Fernsehserie, 8 Episoden)
- 2022: Phantastische Tierwesen: Dumbledores Geheimnisse (Fantastic Beasts: The Secrets of Dumbledore)
- 2022: Parlament Staffel 2 (Fernsehserie, 6 Episoden)
- 2022: Maria träumt – Oder: Die Kunst des Neuanfangs (Maria rêve)
- 2023: Parlament Staffel 3 (Fernsehserie, 10 Episoden)